# توزيع غاوسي غاما
في نظريات الاحتمال والإحصاء ، توزيع غاوسي-غاما أو توزيع طبيعي - غاما (بالإنجليزية: Gaussian-gamma distribution or Normal-gamma distribution)‏ هو عائلة ثنائية المتغير من أربعة وسائط من التوزيعات الاحتمالية المستمرة. إنه توزيع احتمالي مشترك للتوزيع الاحتمالي الطبيعي وتوزيع احتمال غاما.

## تعريف
بالنسبة لزوج من المتغيرات العشوائية ( X ، T ) ، افترض أن التوزيع الشرطي لـ X بفرض وقوع T هو
{\displaystyle X\mid T\sim N(\mu ,1/(\lambda T))\,\!,}
بمعنى أن التوزيع الشرطي هو توزيع احتمالي طبيعي بمتوسط {\displaystyle \mu } مع التباين {\displaystyle 1/(\lambda T)}.
افترض أيضًا أن التوزيع الهامشي لـ T هو
{\displaystyle T\mid \alpha ,\beta \sim \operatorname {Gamma} (\alpha ,\beta ),}
أي أن T لها توزيع غاما . هنا λ و α وβ هم وسائط التوزيع المشترك.
حينها يكون لـ ( X ، T ) توزيع غاوسي غاما ، و يُرمز إليه بـ
{\displaystyle (X,T)\sim \operatorname {NormalGamma} (\mu ,\lambda ,\alpha ,\beta ).}

## خصائص

### دالة كثافةالاحتمالية
دالة الكثافة الاحتمالية (د. ك.ا) أو (pdf) هي الدالة الممثلة لأي توزيع احتمالي عن طريق التكامل. وتكون دالة الكثافة الاحتمالية موجبة دائمًا، كما يكون تكاملها من ∞- إلى ∞+ مساويًا لواحد:
{\displaystyle \int _{-\infty }^{+\infty }f\left(x\right)dx=1}
يمكن وصف دالة الكثافة الاحتمالية بأنها تقويم لاستمرارية منسّج الذي يمثل التكرارات النسبية ضمن مجالات النتائج البيانية.
دالة الكثافة الاحتمالية المشتركة لـتوزيع غاوسي-غاما ( X ، T ) هي 
{\displaystyle f(x,\tau \mid \mu ,\lambda ,\alpha ,\beta )={\frac {\beta ^{\alpha }{\sqrt {\lambda }}}{\Gamma (\alpha ){\sqrt {2\pi }}}}\,\tau ^{\alpha -{\frac {1}{2}}}\,e^{-\beta \tau }\exp \left(-{\frac {\lambda \tau (x-\mu )^{2}}{2}}\right)}

### التوزيعات الهامشية
بالتعريف، التوزيع الهامشي لـ{\displaystyle \tau } هو توزيع غاما والتوزيع الشرطي لـ {\displaystyle x} بفرض وقوع {\displaystyle \tau } هو توزيع غاوسي . التوزيع الهامشي لـ {\displaystyle x} عبارة عن توزيع ستيودنت غير قياسي  مكون من ثلاث وسائط هي {\displaystyle (\nu ,\mu ,\sigma ^{2})=(2\alpha ,\mu ,\beta /(\lambda \alpha ))} . 

### الأسرة الأسية
التوزيع الطبيعي-غاما هو عائلة أسية مكونة من أربعة وسائط طبيعية {\displaystyle \alpha -1/2,-\beta -\lambda \mu ^{2}/2,\lambda \mu ,-\lambda /2} والإحصاءات الطبيعية {\displaystyle \ln \tau ,\tau ,\tau x,\tau x^{2}} . 

### تحجيم
إذا كان {\displaystyle (X,T)\sim \mathrm {NormalGamma} (\mu ,\lambda ,\alpha ,\beta )}، فلأي {\displaystyle b>0} يكون توزيع {\displaystyle (bX,bT)} على شكل  {\displaystyle {\rm {NormalGamma}}(b\mu ,\lambda /b^{3},\alpha ,\beta /b).}

## الاحتمال البعدي للمعلمات
الاحتمال البعدي لحدث عشوائي معين هو الاحتمال الشرطي الذي يتم تعيينه بعد أخذ الأدلة الخاصة بذلك الحدث أو خلفية الحدث بنظر الاعتبار. وهكذا، فإن توزيع الاحتمال البعدي هو توزيع الاحتمال لمقدار غير معلوم، يعامل على أنه متغير عشوائي، مشروط بالأدلة التي تم الحصول عليها من تجربة أو مسح معين. «الخلف» أو «البعد»، في هذا السياق، يعني ما «بعد» مراعاة الأدلة ذات الصلة المتعلقة بالحالة المعينة الخاضعة للدراسة. على سبيل المثال، هناك احتمال («غير خلفي») لشخص يعثر على كنز مدفون إذا قام بحفر في بقعة عشوائية، واحتمال بعدي للعثور على كنز مدفون إذا قام بحفر في مكان يرن فيه كاشف المعادن لأنه قام على الدليل المأخوذ من الجهاز.
افترض أن x يتم توزيعه وفقًا لتوزيع طبيعي بمتوسط غير معروف {\displaystyle \mu } وتباين {\displaystyle \tau ^{-1}} .
{\displaystyle x\sim {\mathcal {N}}(\mu ,\tau ^{-1})}
وأن التوزيع المسبق على {\displaystyle \mu } و {\displaystyle \tau } و {\displaystyle (\mu ,\tau )}، تحقق توزيع طبيعي-غاما
{\displaystyle (\mu ,\tau )\sim {\text{NormalGamma}}(\mu _{0},\lambda _{0},\alpha _{0},\beta _{0}),}
حيث دالة  الكثافة π تحقق:
{\displaystyle \pi (\mu ,\tau )\propto \tau ^{\alpha _{0}-{\frac {1}{2}}}\,\exp[-\beta _{0}\tau ]\,\exp \left[-{\frac {\lambda _{0}\tau (\mu -\mu _{0})^{2}}{2}}\right].}
افترض أن: 
{\displaystyle x_{1},\ldots ,x_{n}\mid \mu ,\tau \sim \operatorname {{i.}{i.}{d.}} \operatorname {N} \left(\mu ,\tau ^{-1}\right),}
نستطيع حساب الاحتمال البعدي لـ {\displaystyle \mu } و{\displaystyle \tau } على البيانات {\displaystyle X=\left(x_{1},\ldots ,x_{n}\right)} باستخدام مبرهنة بايز:
{\displaystyle \mathbf {P} (\tau ,\mu \mid \mathbf {X} )\propto \mathbf {L} (\mathbf {X} \mid \tau ,\mu )\pi (\tau ,\mu ),}
حيث {\displaystyle \mathbf {L} } هو امكانية أو جوازية الوسائط في وجود هذه البيانات.
نظرًا لأن البيانات هي iid ، فإن جوازية مجموعة البيانات بأكملها يساوي جداء جوازية عينات البيانات الفردية:
{\displaystyle \mathbf {L} (\mathbf {X} \mid \tau ,\mu )=\prod _{i=1}^{n}\mathbf {L} (x_{i}\mid \tau ,\mu ).}
يمكن تبسيط هذا التعبير على النحو التالي:
{\displaystyle {\begin{aligned}\mathbf {L} (\mathbf {X} \mid \tau ,\mu )&\propto \prod _{i=1}^{n}\tau ^{1/2}\exp \left[{\frac {-\tau }{2}}(x_{i}-\mu )^{2}\right]\\[5pt]&\propto \tau ^{n/2}\exp \left[{\frac {-\tau }{2}}\sum _{i=1}^{n}(x_{i}-\mu )^{2}\right]\\[5pt]&\propto \tau ^{n/2}\exp \left[{\frac {-\tau }{2}}\sum _{i=1}^{n}(x_{i}-{\bar {x}}+{\bar {x}}-\mu )^{2}\right]\\[5pt]&\propto \tau ^{n/2}\exp \left[{\frac {-\tau }{2}}\sum _{i=1}^{n}\left((x_{i}-{\bar {x}})^{2}+({\bar {x}}-\mu )^{2}\right)\right]\\[5pt]&\propto \tau ^{n/2}\exp \left[{\frac {-\tau }{2}}\left(ns+n({\bar {x}}-\mu )^{2}\right)\right],\end{aligned}}}
حيث {\displaystyle {\bar {x}}={\frac {1}{n}}\sum _{i=1}^{n}x_{i}} هو متوسط عينات البيانات ، و {\displaystyle s={\frac {1}{n}}\sum _{i=1}^{n}(x_{i}-{\bar {x}})^{2}} هو تباين العينة.
التوزيع البعدي للوسائط يتناسب مع ناتج ضرب التوزيع المسبق مع الجوازية
{\displaystyle {\begin{aligned}\mathbf {P} (\tau ,\mu \mid \mathbf {X} )&\propto \mathbf {L} (\mathbf {X} \mid \tau ,\mu )\pi (\tau ,\mu )\\&\propto \tau ^{n/2}\exp \left[{\frac {-\tau }{2}}\left(ns+n({\bar {x}}-\mu )^{2}\right)\right]\tau ^{\alpha _{0}-{\frac {1}{2}}}\,\exp[{-\beta _{0}\tau }]\,\exp \left[-{\frac {\lambda _{0}\tau (\mu -\mu _{0})^{2}}{2}}\right]\\&\propto \tau ^{{\frac {n}{2}}+\alpha _{0}-{\frac {1}{2}}}\exp \left[-\tau \left({\frac {1}{2}}ns+\beta _{0}\right)\right]\exp \left[-{\frac {\tau }{2}}\left(\lambda _{0}(\mu -\mu _{0})^{2}+n({\bar {x}}-\mu )^{2}\right)\right]\end{aligned}}}
يتم تبسيط المصطلح الأسي الأخير بإكمال المربع.
{\displaystyle {\begin{aligned}\lambda _{0}(\mu -\mu _{0})^{2}+n({\bar {x}}-\mu )^{2}&=\lambda _{0}\mu ^{2}-2\lambda _{0}\mu \mu _{0}+\lambda _{0}\mu _{0}^{2}+n\mu ^{2}-2n{\bar {x}}\mu +n{\bar {x}}^{2}\\&=(\lambda _{0}+n)\mu ^{2}-2(\lambda _{0}\mu _{0}+n{\bar {x}})\mu +\lambda _{0}\mu _{0}^{2}+n{\bar {x}}^{2}\\&=(\lambda _{0}+n)(\mu ^{2}-2{\frac {\lambda _{0}\mu _{0}+n{\bar {x}}}{\lambda _{0}+n}}\mu )+\lambda _{0}\mu _{0}^{2}+n{\bar {x}}^{2}\\&=(\lambda _{0}+n)\left(\mu -{\frac {\lambda _{0}\mu _{0}+n{\bar {x}}}{\lambda _{0}+n}}\right)^{2}+\lambda _{0}\mu _{0}^{2}+n{\bar {x}}^{2}-{\frac {\left(\lambda _{0}\mu _{0}+n{\bar {x}}\right)^{2}}{\lambda _{0}+n}}\\&=(\lambda _{0}+n)\left(\mu -{\frac {\lambda _{0}\mu _{0}+n{\bar {x}}}{\lambda _{0}+n}}\right)^{2}+{\frac {\lambda _{0}n({\bar {x}}-\mu _{0})^{2}}{\lambda _{0}+n}}\end{aligned}}}
عند إدخال هذا مرة أخرى في التعبير أعلاه ،
{\displaystyle {\begin{aligned}\mathbf {P} (\tau ,\mu \mid \mathbf {X} )&\propto \tau ^{{\frac {n}{2}}+\alpha _{0}-{\frac {1}{2}}}\exp \left[-\tau \left({\frac {1}{2}}ns+\beta _{0}\right)\right]\exp \left[-{\frac {\tau }{2}}\left(\left(\lambda _{0}+n\right)\left(\mu -{\frac {\lambda _{0}\mu _{0}+n{\bar {x}}}{\lambda _{0}+n}}\right)^{2}+{\frac {\lambda _{0}n({\bar {x}}-\mu _{0})^{2}}{\lambda _{0}+n}}\right)\right]\\&\propto \tau ^{{\frac {n}{2}}+\alpha _{0}-{\frac {1}{2}}}\exp \left[-\tau \left({\frac {1}{2}}ns+\beta _{0}+{\frac {\lambda _{0}n({\bar {x}}-\mu _{0})^{2}}{2(\lambda _{0}+n)}}\right)\right]\exp \left[-{\frac {\tau }{2}}\left(\lambda _{0}+n\right)\left(\mu -{\frac {\lambda _{0}\mu _{0}+n{\bar {x}}}{\lambda _{0}+n}}\right)^{2}\right]\end{aligned}}}
هذا التعبير النهائي يأخذ شكل التوزيع الطبيعي غاما تماماً، أي أن
{\displaystyle \mathbf {P} (\tau ,\mu \mid \mathbf {X} )={\text{NormalGamma}}\left({\frac {\lambda _{0}\mu _{0}+n{\bar {x}}}{\lambda _{0}+n}},\lambda _{0}+n,\alpha _{0}+{\frac {n}{2}},\beta _{0}+{\frac {1}{2}}\left(ns+{\frac {\lambda _{0}n({\bar {x}}-\mu _{0})^{2}}{\lambda _{0}+n}}\right)\right)}

## ملحوظات
1. ↑  Bernardo & Smith (1993, pages 136, 268, 434)
2. ↑  "معلومات عن دالة الكثافة الاحتمالية على موقع mathworld.wolfram.com". mathworld.wolfram.com. مؤرشف من الأصل في 2019-04-01.
3. ↑  د امطير مفتاح؛ الاكاديمي، مركز الكتاب (14 أبريل 2020). حساب الاحتمالات. مركز الكتاب الأكاديمي. ISBN:978-9957-35-266-0. مؤرشف من الأصل في 2020-07-23.